# Santiago de Compostela
Santiago de Compostela (galicisch [sanˈtjaɣʊ ðe komposˈtɛlɐ]) ist die Hauptstadt der spanischen Autonomen Gemeinschaft Galicien und hat 99.536 Einwohner (Stand: 2024). Die Stadt ist katholischer Erzbischofssitz und Wallfahrtsort, Ziel des Jakobswegs sowie Standort der Universität Santiago de Compostela.

## Namensherkunft
Der Name setzt sich zusammen aus Santiago, was über die Zwischenform San-Yago eine abgeschliffene Form von lateinisch Sanctus Iacobus (deutsch heiliger Jakob) darstellt, und Compostela. Der zweite Namensteil wird unterschiedlich gedeutet. Volksetymologisch und wegen der Erwähnung einer Lichterscheinung in Zusammenhang mit dem Jakobsgrab wird gern das lateinische campus stellae („Sternenfeld“) angenommen (siehe Stadtwappen: Stern und Reliquienschrein). Allgemein geht man heute von einem Friedhof – die Römer begruben ihre Toten an Wegen und Kreuzungen – an einer Straße als Namensgeber aus und erklärt etwa mit lateinisch compostum („Friedhof“). Im Museum der Kathedrale kann der alte Weg unterhalb der Kathedrale besichtigt werden.
Weil aber auch diese Erklärung letztlich nicht beweisbar ist, finden sich in der Fachliteratur (unter anderem bei Legler) weitere Deutungsversuche, die das in der Translatio erwähnte vorchristliche Heiligtum einbeziehen.

## Geschichte

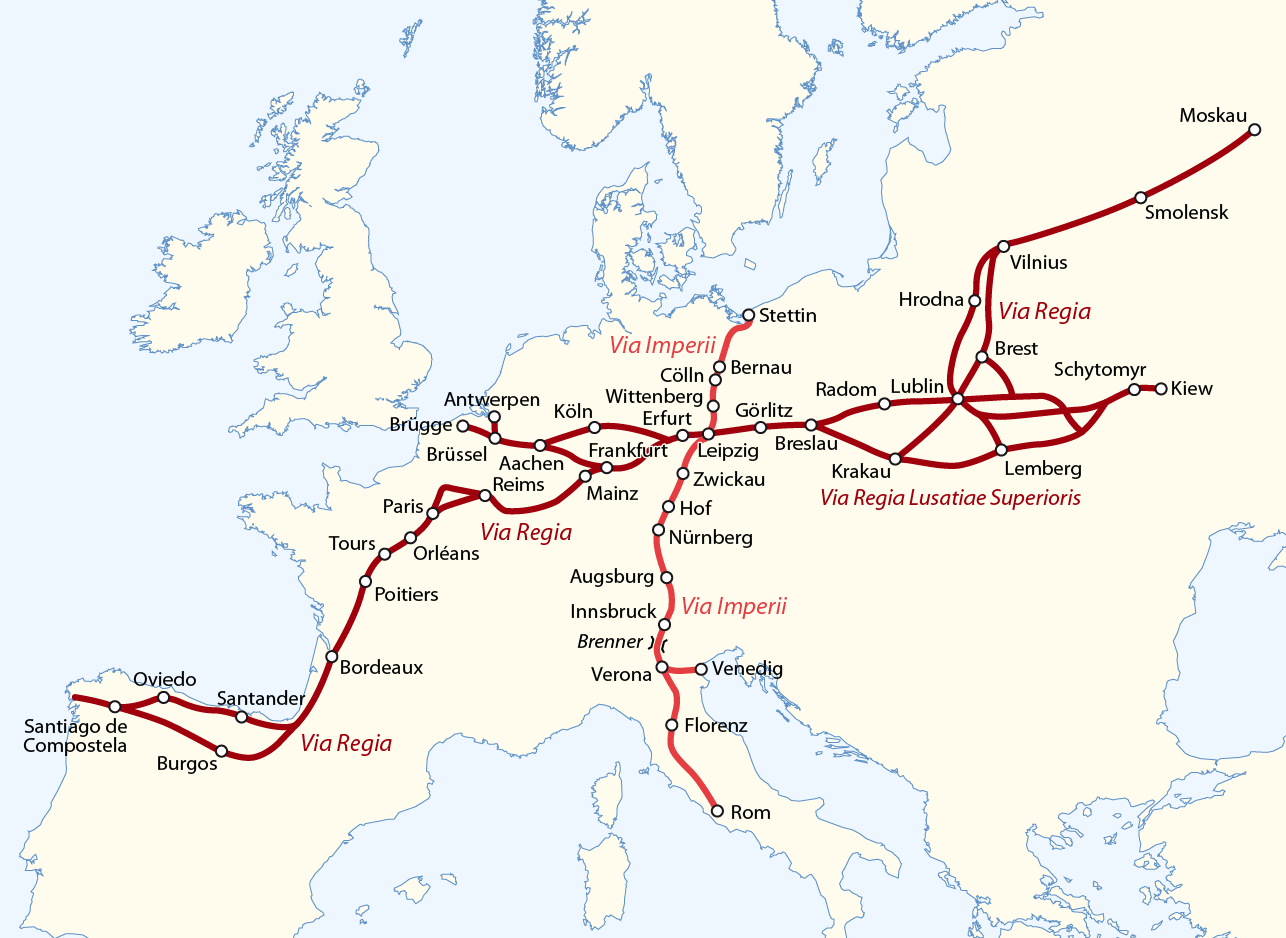
Im Mittelalter war Santiago de Compostela vor A Coruña, dem Hafen an Spaniens Atlantikküste, der westlichste Ort der Via Regia in Europa

Jakobus der Ältere war einer der zwölf Apostel, Sohn des Zebedäus und Bruder von Johannes. Nach Apostelgeschichte 12,1–2  wurde er auf Befehl des Königs Herodes Agrippa I. von Judäa im Jahre 44 enthauptet. Erst deutlich späteren Legenden zufolge soll er sich nach Christi Himmelfahrt in das heutige Spanien begeben haben, um dort zu missionieren, allerdings mit wenig Erfolg. Er kehrte dann angeblich nach Palästina zurück und wurde dort, wie in der Bibel berichtet, hingerichtet. Nach einer in Spanien seit dem Mittelalter verbreiteten Legende wurde sein Leichnam anschließend in ein Boot gelegt, das dann an die Küste Spaniens getrieben wurde. Nach einer anderen Version brachten seine Jünger Athanasius und Theodorus den Leichnam absichtlich auf dem Seeweg in sein Missionsgebiet Spanien und setzten ihn in einem Steingrab auf dem Gebiet der heutigen Stadt Santiago de Compostela bei. Nach einer wieder anderen verbreiteten Legende schenkte Kaiser Justinian die Gebeine dem Sinaikloster; und in den Stürmen des Islam brachten Mönche die Reliquien nach Spanien in Sicherheit. Als die Muslime auch Spanien eroberten, habe man die Reliquien an der Stelle, an der sich heute Santiago de Compostela befindet, vergraben.
Moderne Ausgrabungen zeigen, dass sich dort eine Nekropole befand, die zu einem römischen Militärlager aus dem 1. bis 4. Jahrhundert und einer suebischen Siedlung aus dem 5. bis 7. Jahrhundert gehört hatte. Irgendwann zwischen 818 und 834 (das oft genannte Jahr 813 stimmt nicht) wurde dann das angebliche Apostelgrab entdeckt: Der Legende zufolge sah ein Eremit namens Pelayo eine Lichterscheinung, die auf ein Apostelgrab hinwies. Man meldete dies Theodemir, dem Bischof von Iria Flavia. Als man dann tatsächlich ein Grab fand, erklärte Theodemir, dies sei das Grab des heiligen Jakobus. Darauf ließ König Alfons II. von Asturien (791–842) dort eine Kirche errichten, die sich zu einem Wallfahrtszentrum entwickelte. Um die Kirche herum entstand ein Dorf, das im 10. Jahrhundert zur Stadt Santiago wurde. 

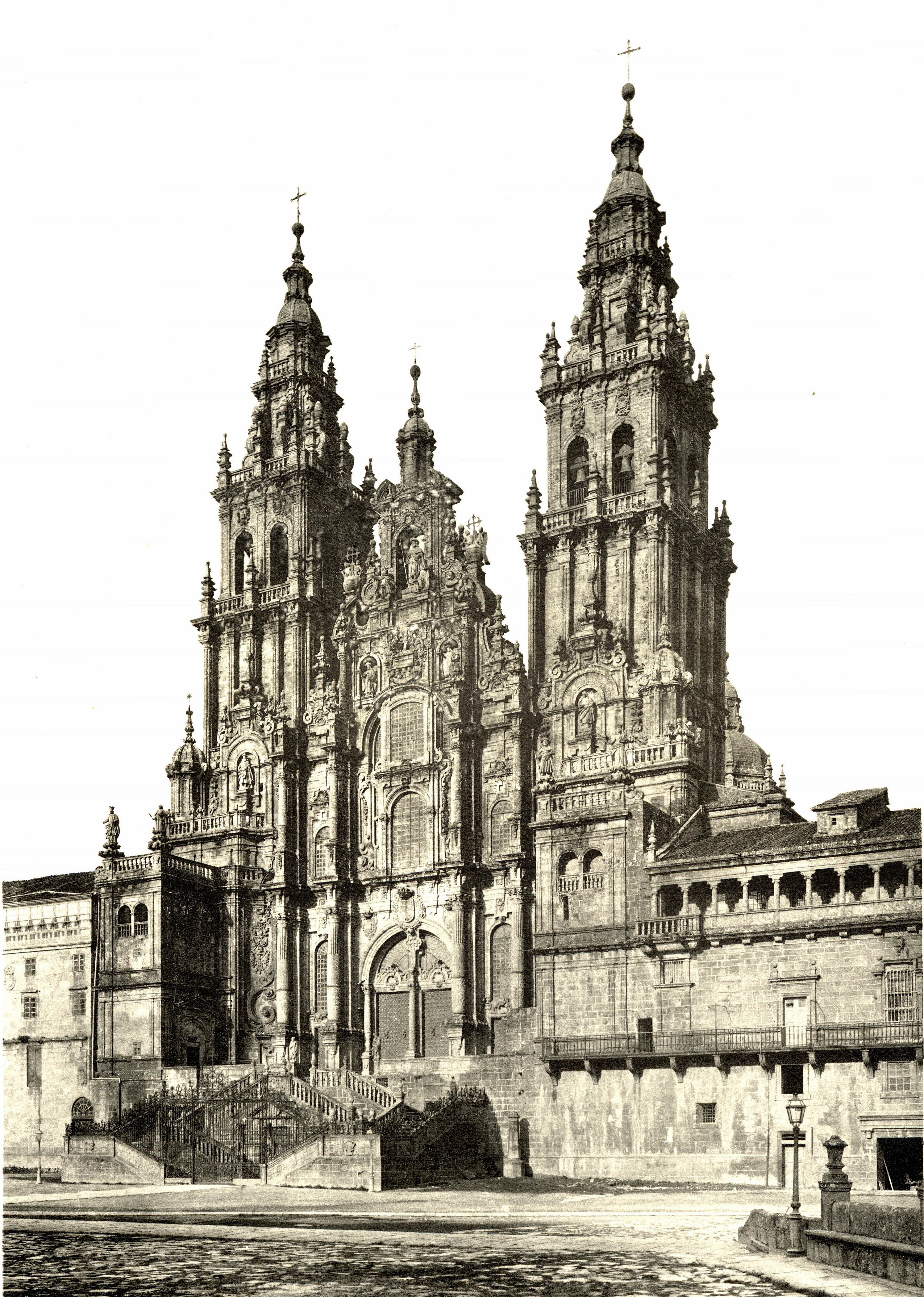
Westfassade der Kathedrale, Heliografie 1889

Die einschiffige Kirche wurde bald zu klein. So wurde 872 unter König Alfons III. mit einem größeren dreischiffigen Bauwerk begonnen. Am 10. August 997 zerstörte Almansor, der große Heerführer des Kalifen von Córdoba, die Stadt und die Kathedrale. (Das angebliche Grab des Jakobus wurde allerdings nicht beschädigt.) Die Glocken der Kathedrale wurden von versklavten Christen in das 1000 Kilometer entfernte Córdoba geschleppt. Nach der Eroberung Córdobas am 29. Juni 1236 durch kastilische Truppen ließ man sie durch maurische Sklaven wieder nach Santiago zurückbringen. Unter Alfons VI. wurde die Kirche neu aufgebaut. Die Arbeiten begannen nach verschiedenen Quellen entweder 1075 oder 1078. Um diese Zeit wurde Santiago de Compostela neben Rom und Jerusalem zum bedeutendsten Wallfahrtsort der Christenheit.
Ende 1982 kam Johannes Paul II. zu Besuch. 1985 wurde Santiago de Compostela von der UNESCO zum Weltkulturerbe erklärt. Der Camino de Santiago (Jakobsweg) wurde 1987 zum ersten europäischen Kulturweg erhoben, 1989 fand in Santiago de Compostela der IV. Weltjugendtag statt. Im Jahr 2000 war Santiago de Compostela Kulturhauptstadt Europas.
Das Sinken des Öltankers Prestige vor der Küste am 19. November 2002, die folgende Ölkatastrophe und die vorgeworfene Passivität der Regierung Aznar, lösten am 1. Dezember 2002 eine Großdemonstration in Santiago de Compostela mit über 200.000 Teilnehmern aus.

## Bevölkerungsentwicklung der Gemeinde
Legende: Santiago___Santiago de Compostela

Quelle: INE-Archiv – grafische Aufarbeitung für Wikipedia

## Gemeindegliederung
Die Gemeinde Santiago de Compostela ist in 28 Parroquias gegliedert:
| Parroquias              | Patrozinium           | Einwohner 2024 | Fläche km² | Dichte Einw./km² | Höhe msnm | Ortskennzahl |
| ----------------------- | --------------------- | -------------- | ---------- | ---------------- | --------- | ------------ |
| Aríns                   | San Martiño           | 1.369          | 10,85      | 126              | 196       | 15078010000  |
| Bando                   | Santa Eulalia         | 995            | 9,34       | 107              | 318       | 15078020000  |
| A Barciela              | Santo André           | 314            | 5,12       | 61               | 251       | 15078030000  |
| Busto                   | San Pedro             | 220            | 6,49       | 34               | 257       | 15078040000  |
| O Carballal             | San Xulián            | 172            | 7,46       | 23               | 163       | 15078050000  |
| O Castiñeiriño          | Nosa Señora de Fátima | 539            | 2,07       | 260              | 242       | 15078060000  |
| Cesar                   | Santa María           | 149            | 6,89       | 22               | 256       | 15078070000  |
| Conxo                   | Santa María           | 439            | 4,86       | 90               | 202       | 15078080000  |
| O Eixo                  | San Cristovo          | 971            | 3,89       | 250              | 146       | 15078090000  |
| A Enfesta               | San Cristovo          | 674            | 14,95      | 45               | 298       | 15078100000  |
| Fecha                   | San Xoán              | 269            | 15,35      | 18               | 0         | 15078110000  |
| Figueiras               | Santa María           | 981            | 10,28      | 95               | 267       | 15078130000  |
| Grixoa                  | Santa María           | 240            | 7,16       | 34               | 303       | 15078140000  |
| Laraño                  | San Martiño           | 1.218          | 3,65       | 334              | 156       | 15078150000  |
| Marantes                | San Vicente           | 388            | 5,88       | 66               | 292       | 15078160000  |
| Marrozos                | Santa María           | 1.057          | 9,60       | 110              | 244       | 15078170000  |
| Nemenzo                 | Santa Cristina        | 252            | 8,10       | 31               | 309       | 15078180000  |
| A Peregrina             | Santa María           | 575            | 8,00       | 72               | 0         | 15078260000  |
| Sabugueira              | San Paio              | 966            | 16,53      | 58               | 304       | 15078190000  |
| San Caetano             | Santiago              | 964            | 10,64      | 91               | 0         | 15078210000  |
| San Lázaro              | Santiago              | 198            | 4,65       | 43               | 0         | 15078230000  |
| San Paio                | Santiago              | 279            | 1,51       | 185              | 0         | 15078220000  |
| Santa Cristina de Fecha | Santa Cristina        | 148            | 5,78       | 26               | 0         | 15078120000  |
| Santiago de Compostela  |                       | 82.591         | 15,39      | 5.367            | 254       | 15078000100  |
| Verdía                  | Santa Mariña          | 289            | 6,39       | 45               | 260       | 15078280000  |
| Vidán                   | Divino Salvador       | 32             | 1,71       | 19               | 0         | 15078200000  |
| Villestro               | Santa María           | 2.204          | 12,36      | 178              | 180       | 15078290000  |
| Vista Alegre            | San Xoán              | 194            | 5,09       | 38               | 0         | 15078250000  |

## Wirtschaft
| Ackerbau, Viehzucht und Fischerei                                                  | 0440   | 01,04  |
| Industrie                                                                          | 02.996 | 07,07  |
| Bauwirtschaft                                                                      | 01.856 | 04,38  |
| Dienstleistungsbetriebe                                                            | 37.075 | 087,51 |
| Total                                                                              | 42.367 | 100,00 |
| * Daten aus dem Statistischen Amt für Wirtschaftliche Entwicklung in Galicien, IGE |        |        |

### Bürgermeister
| Amtszeit  | Bürgermeister                                                   | Partei            |
| --------- | --------------------------------------------------------------- | ----------------- |
| 1979–1983 | José Antonio Souto Paz (bis 1981) / Marcial Castro Guerra       | UCD               |
| 1983–1986 | Ernesto Viéitez Cortizo                                         | PSOE              |
| 1986–1998 | Xerardo Estévez Fernández                                       | PSOE              |
| 1988–2011 | Xosé Antonio Sánchez Bugallo                                    | PSOE              |
| 2011–2012 | Gerardo Conde Roa                                               | PP                |
| 2012–2015 | Ángel Currás Fernández und Agustín Hernández Fernández de Rojas | PP                |
| 2015–2019 | Martiño Noriega Sánchez                                         | Compostela Aberta |
| 2019–2023 | Xosé Sánchez Bugallo                                            | PSOE              |
| seit 2023 | Goretti Sanmartín Rei                                           | BNG               |

## Pilgerwesen

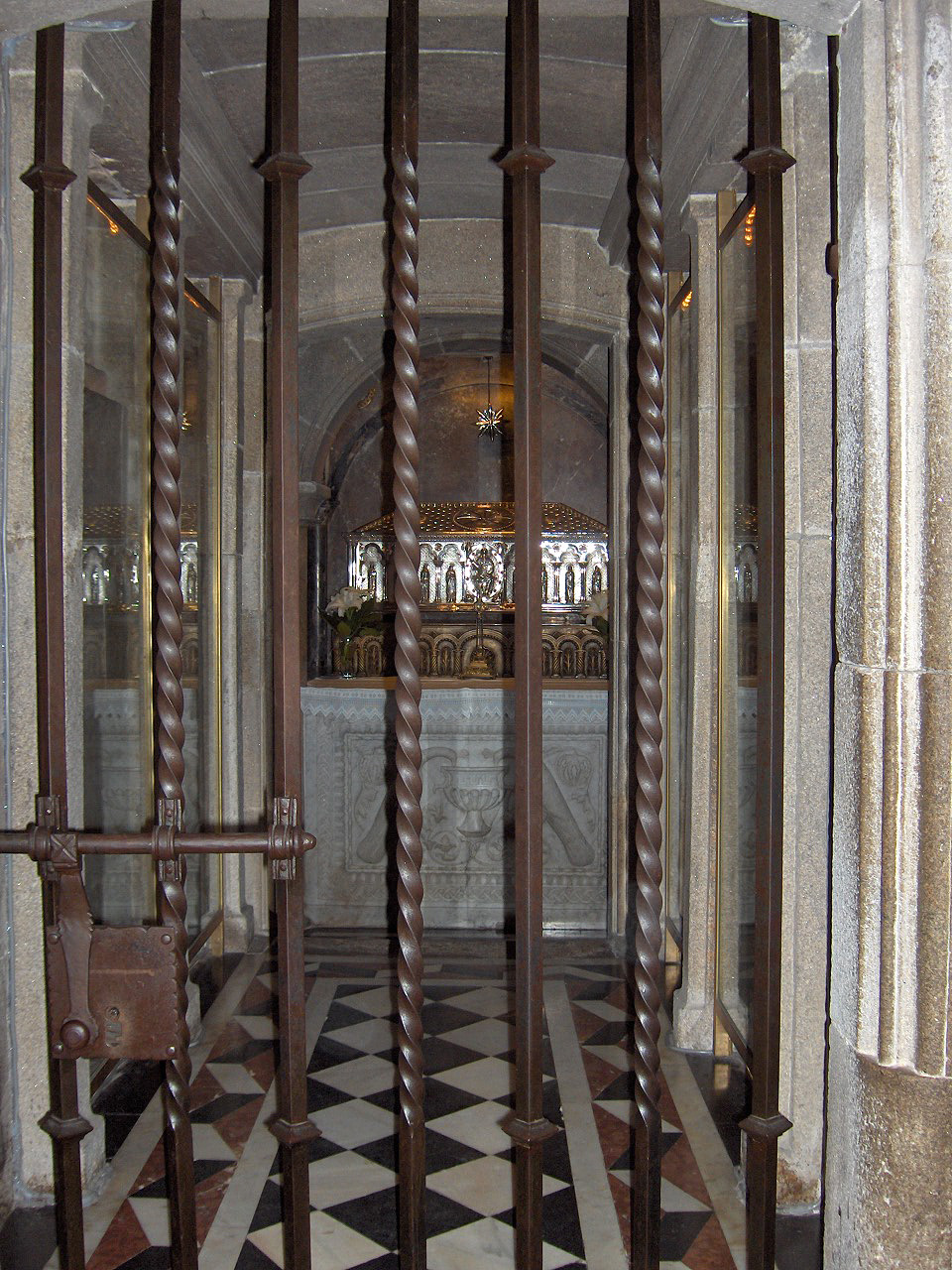
Das Pilgerziel: Reliquienschrein des Apostels Jakobus

Santiago wurde um 830 zum Wallfahrtsort ernannt, als man die in einem Grab gefundenen Gebeine dem Apostel Jakobus zuschrieb. In der eindrucksvollen Kathedrale schmückt ein vergoldeter Baldachin den Altar. Ein ständiger Pilgerstrom bildet Schlangen, eine große Sitzfigur des heiligen Jakobus wird als Zeichen der Ehrerbietung umarmt und geküsst.
Santiago de Compostela gehörte neben Rom und Jerusalem zu den bedeutendsten Pilgerzielen des christlichen Mittelalters. Das Einzugsgebiet reichte bis Skandinavien und in das östliche Mitteleuropa. Seit dem 15. Jahrhundert sind heilige Jahre belegt, die immer dann stattfinden, wenn der Jakobstag (25. Juli) auf einen Sonntag fällt. Seit dem Heiligen Jahr 1976 erlebt der Jakobsweg eine Renaissance. Jährlich treffen 500.000 Pilger zu Fuß, auf dem Fahrrad, zu Pferd oder als Rollstuhlfahrer in Santiago ein (Stand 2024).
Seit dem frühen 11. Jh. ist die Jakobsmuschel (Pecten maximus) als Pilgerzeichen belegt. 1106 wurde in Italien von Wundern berichtet, die allein durch die Berührung eines solchen Pilgerzeichens stattfanden. Die Muscheln wurden von der Atlantikküste nach Santiago gebracht, üblicherweise mit zwei Löchern versehen und auf dem Markt nördlich der Kathedralentür an die Pilger verkauft. Die Muscheln wurden vorne am Hut getragen und dem Pilger oft mit ins Grab gegeben.
Ein weiterer Pilgerweg führt von Sevilla nach Santiago de Compostela, der sogenannte Silberweg oder Ruta de la Plata. Er führt entlang der Grenze zu Portugal durch die Extremadura und wurde vor etwa 2000 Jahren von den Römern erbaut. Die Mauren nannten ihn „Ruta Bal’latta“, was „breiter gepflasterter Weg“ bedeutet.

## Klimatabelle
|                        | Jan  | Feb  | Mär  | Apr  | Mai  | Jun  | Jul  | Aug  | Sep  | Okt  | Nov  | Dez  |   |       |
| Mittl. Temperatur (°C) | 7,7  | 8,3  | 10,2 | 11,2 | 13,6 | 16,8 | 18,6 | 19,0 | 17,4 | 13,8 | 10,4 | 8,5  | ⌀ | 13    |
| Mittl. Tagesmax. (°C)  | 11,2 | 12,5 | 15,0 | 16,1 | 18,6 | 22,2 | 24,3 | 24,7 | 22,8 | 18,1 | 14,1 | 11,9 | ⌀ | 17,7  |
| Mittl. Tagesmin. (°C)  | 4,1  | 4,1  | 5,4  | 6,2  | 8,5  | 11,3 | 13,0 | 13,3 | 11,9 | 9,5  | 6,7  | 5,0  | ⌀ | 8,3   |
|                        |      |      |      |      |      |      |      |      |      |      |      |      |   |       |
| Niederschlag (mm)      | 210  | 167  | 146  | 146  | 135  | 72   | 43   | 57   | 107  | 226  | 217  | 261  | Σ | 1787  |
|                        |      |      |      |      |      |      |      |      |      |      |      |      |   |       |
| Sonnenstunden (h/d)    | 3,0  | 4,0  | 4,9  | 5,5  | 6,0  | 7,5  | 7,8  | 7,6  | 6,1  | 4,3  | 3,2  | 2,7  | ⌀ | 5,2   |
|                        |      |      |      |      |      |      |      |      |      |      |      |      |   |       |
| Regentage (d)          | 15,2 | 12,6 | 12,8 | 14,4 | 12,7 | 7,6  | 5,7  | 5,5  | 8,4  | 14,0 | 14,9 | 15,9 | Σ | 139,7 |
|                        |      |      |      |      |      |      |      |      |      |      |      |      |   |       |
| Luftfeuchtigkeit (%)   | 84   | 79   | 75   | 76   | 76   | 74   | 74   | 74   | 75   | 82   | 86   | 85   | ⌀ | 78,3  |

| 4,1 |

| 4,1 |

| 5,4 |

| 6,2 |

| 8,5 |

| 11,3 |

| 13,0 |

| 13,3 |

| 11,9 |

| 9,5 |

| 6,7 |

| 5,0 |

| 4,1 |

| 4,1 |

| 5,4 |

| 6,2 |

| 8,5 |

| 11,3 |

| 13,0 |

| 13,3 |

| 11,9 |

| 9,5 |

| 6,7 |

| 5,0 |

## Verkehr

### Flugverkehr

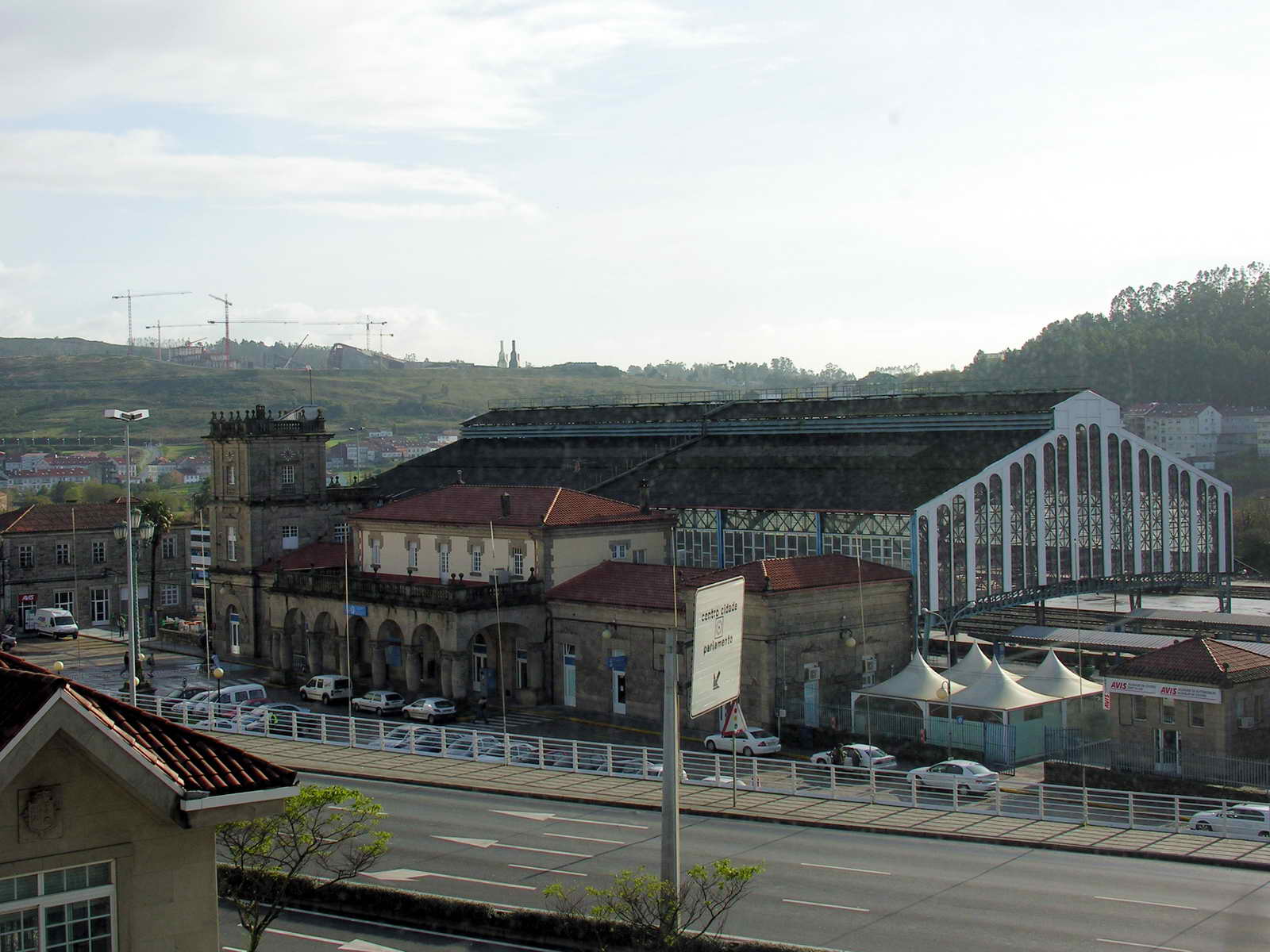
Bahnhof von Santiago

Der Flughafen von Santiago liegt 15 km östlich der Stadt und kann mit dem Bus und Taxi erreicht werden.

### Schienenverkehr
Südlich der Altstadt liegt der Bahnhof der spanischen Eisenbahn. Neben regionalen und nationalen Verbindungen besteht täglich eine durchgehende Verbindung nach Hendaye mit internationalen Anschlussmöglichkeiten.
Am 24. Juli 2013 ereignete sich der Eisenbahnunfall von Santiago de Compostela, ein Eisenbahnunfall, bei dem 80 Menschen starben.

### Busverkehr
Der neue große Busbahnhof (estación de autobuses) liegt, von der Altstadt aus gesehen, hinter dem Bahnhof in der Rua de Clara Campoamor. Von hier aus fahren Busse zum Flughafen, in viele galicische und spanische Städte und außerdem (ohne Umsteigen) unter anderem nach Deutschland, Frankreich und in die Schweiz.

## Sehenswürdigkeiten

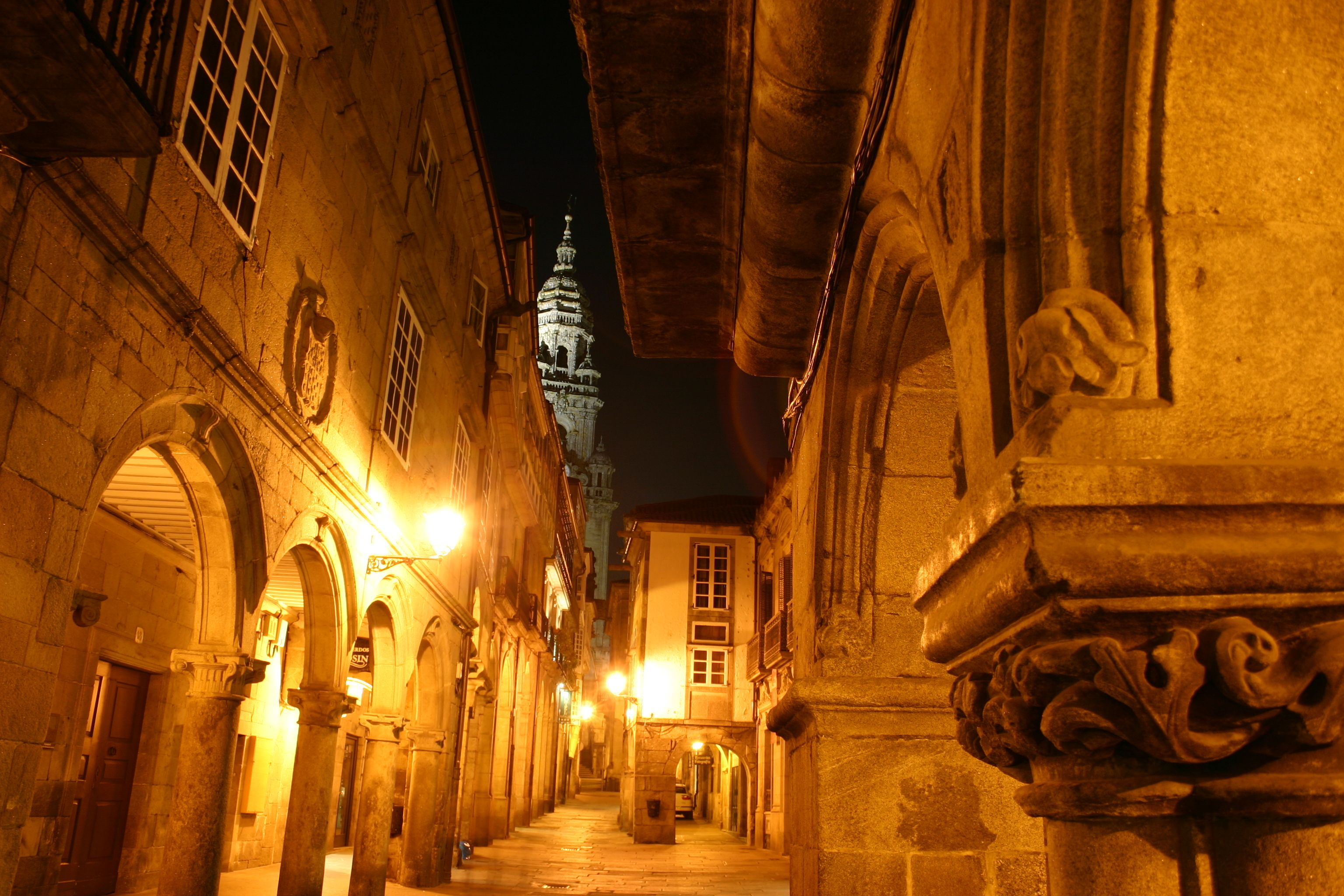
Die Rua do Vilar in der Altstadt bei Nacht

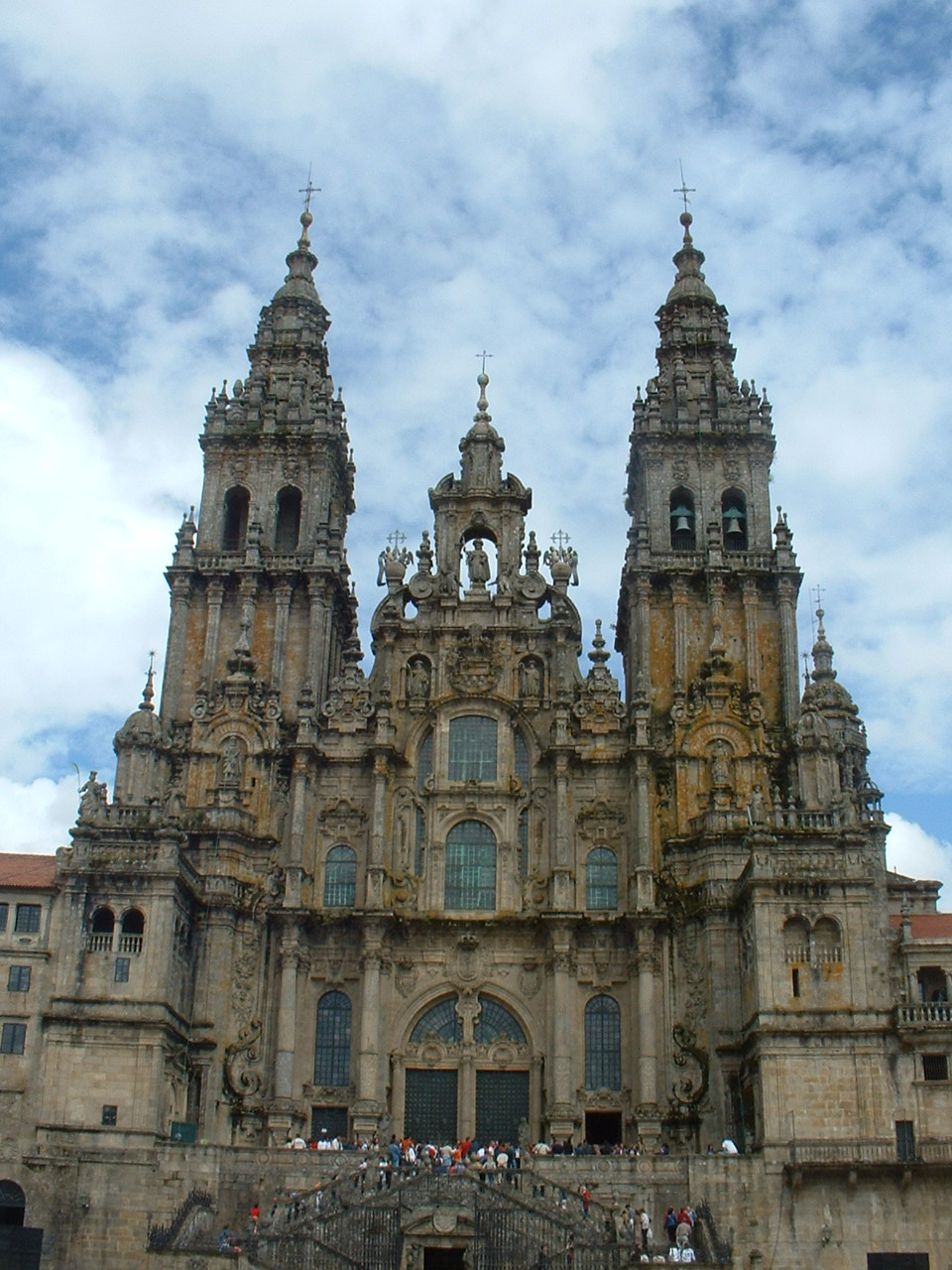
Kathedrale von Santiago de Compostela

Sehenswert ist die Kathedrale von Santiago de Compostela mit ihren Reliquien. Die Fassade der Kathedrale ist auch auf den Spanischen Cent-Münzen (1, 2 und 5 Eurocent) abgebildet.
Nahe der Kathedrale findet sich das Hospital de los Reyes Católicos, das seit 1509 als königliches Hospiz der Aufnahme von Reisenden diente, die nach Santiago kamen, und heute eines der bekanntesten und luxuriösesten Parador-Hotels ist. Das Hotel ist eines der ältesten der Welt. Es verfügt über vier Innenhöfe, elegante Räume und einen prächtigen Speisesaal.
Sehr sehenswert ist die gesamte, von der UNESCO geschützte Altstadt, die mit der Kathedrale und dem Jakobsweg als Weltkulturerbe ausgewiesen ist.
Die belebteste Straße in der Altstadt Santiagos ist die Rúa do Franco, die direkt zum Platz vor der Kathedrale führt. Hier finden sich zahlreiche Restaurants mit galicischen Spezialitäten (Pulpo cocido, Vieira etc.).
Von der Kathedrale aus gelangt man durch die Rúa do Franco zum Ausgang der Altstadt und kann dann links über die Praza de Galicia (wo sich auch eine Informationsstelle befindet) in den neuen Stadtteil gehen, wo an Wochentagen zwar keine angenehme ruhige Stimmung herrscht, jedoch anschaulich wird, wie das alltägliche Leben der Galegos aussieht. Nach rechts gelangt man in die Alameda oder Parque da Ferradura, von dessen Promenade sich ein sehr schöner Blick auf die Altstadt und die Vorderseite der Kathedrale bietet. Im Schatten der Bäume fand noch bis in die zweite Hälfte des 20. Jahrhunderts der traditionelle Compostelaner Viehmarkt statt, während sich am anderen Ende dieses „Hufeisens“ (= Ferradura) das Denkmal für die galicische Dichterin Rosalía de Castro befindet.
Neben den historischen Sehenswürdigkeiten hat Santiago de Compostela inzwischen auch moderne Architektur zu bieten. 1995 wurde das von dem portugiesischen Architekten Álvaro Siza entworfene Galicische Zentrum für zeitgenössische Kunst fertiggestellt. In der Altstadt von Santiago de Compostela verwirklichte der deutsche Architekt Josef Paul Kleihues die Sporthalle Pabellón Polideportivo San Clemente. Das Projekt umfasst eine öffentliche Tiefgarage, die darauf gebaute Sporthalle und einige Gebäude im Umkreis, die für Geschäfte bestimmt sind.

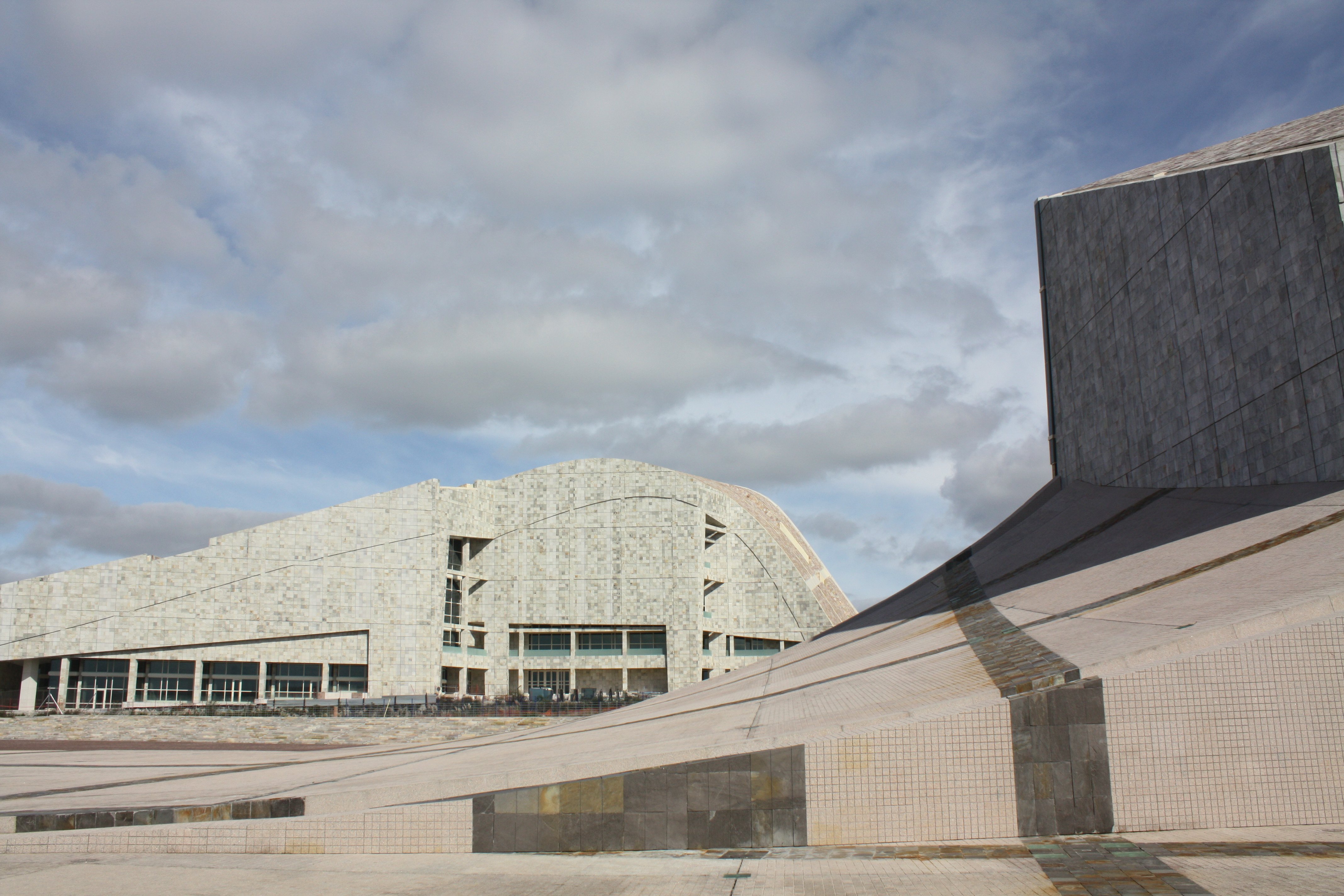
Cidade da Cultura de Galicia – Kulturstadt Galicien

Auf dem Berg Gaias entstand in den letzten Jahren nach Entwürfen des amerikanischen Architekten Peter Eisenman eine riesige Anlage, Cidade da Cultura de Galicia / Kulturstadt Galicien genannt, die unter anderem ein Museum, ein Theater und eine Bibliothek umfasst.
Teil dieser Anlage sind auch zwei Gedenktürme des amerikanischen Architekten John Hejduk. Sie wurden 1992 von Hejduk für den Belvís Park in Santiago de Compostela entworfen, konnten aber nicht realisiert werden. Nach dem Tod von Hejduk entschied Peter Eisenman, das Projekt seines Freundes und Kollegen wieder aufzunehmen und in die Anlage der Cidade da Cultura zu integrieren.

## Universität
Die Geschichte der Universität von Santiago de Compostela USC (Universidade de Santiago de Compostela) geht bis ins 15. Jahrhundert zurück. Heute ist die Universität in einen Süd- und einen Nordcampus gegliedert. Der Campus in Lugo gehört ebenfalls zur USC. Viele in der Altstadt befindliche Gebäude der Universität gehören mit zu den Sehenswürdigkeiten der Stadt. Dazu zählt insbesondere die historische Fakultät auf der Praza Universidade, deren Glanzstück die Bibliothek bildet.

## Persönlichkeiten

### Söhne und Töchter der Stadt
- Alonso de Fonseca III. (1476–1534), Erzbischof von Santiago de Compostela und von Toledo
- Casiano de Prado (1797–1866), Minen-Ingenieur und Geologe
- Miguel Colmeiro y Penido (1816–1901), Botaniker
- Eugenio Montero Ríos (1832–1914), Regierungspräsident von Spanien
- Rosalía de Castro (1837–1885), Lyrikerin
- Demófilo (1846–1893), Schriftsteller und Volkskundler
- José Robles (1897–1937), Schriftsteller, Zeichner und Übersetzer
- Fernando Domínguez Reboiras (* 1943), katholischer Theologe und Historiker
- Mariano Rajoy (* 1955), spanischer Ministerpräsident von 2011 bis 2018
- Rodrigo Paz Pereira (* 1967), bolivianischer Politiker
- Cristina Sánchez-Andrade (* 1968), Schriftstellerin
- David Blanco (* 1975), Radrennfahrer
- Yolanda Castaño (* 1977), Autorin
- Rubén González Rocha (* 1982), Fußballspieler
- Verónica Boquete (* 1987), Fußballspielerin
- Carlos Cornes (* 1989), Squashspieler
- Borja Iglesias (* 1993), Fußballspieler
- Rosalía Gómez Lasheras (* 1994), Pianistin
- Nuria Rábano (* 1999), Fußballspielerin

### Persönlichkeiten, die vor Ort gewirkt haben
- Diego Gelmírez (* vermutlich um 1069; † 1149), erster Erzbischof von Santiago de Compostela
- José Rodríguez Carballo (* 1953), Generalminister des Franziskanerordens, später Erzbischof von Mérida-Badajoz

## Städtepartnerschaften
Santiago de Compostela unterhält folgende Städtepartnerschaften:
- Assisi, Italien
- Buenos Aires, Argentinien
- Cáceres, Spanien
- Coimbra, Portugal
- Le Puy-en-Velay, Frankreich
- Maschhad, Iran
- Pisa, Italien
- Qom, Iran
- Qufu, Volksrepublik China
- Santiago de Cuba, Kuba
- Santiago de los Caballeros, Dominikanische Republik
- Santiago de Querétaro, Mexiko
- Santiago do Cacém, Portugal
- São Paulo, Brasilien

## Sport
- Obradoiro CAB (Basketball)
- SD Compostela (Fußball)
- Santiago RC (Rugby)
- Santiago Futsal (Hallenfußball)